# Lebeckia meyeriana
Lebeckia meyeriana är en ärtväxtart som beskrevs av Christian Friedrich Frederik Ecklon och Carl Ludwig Philipp Zeyher. Lebeckia meyeriana ingår i släktet Lebeckia och familjen ärtväxter. Inga underarter finns listade i Catalogue of Life.

## Bildgalleri